# جون برايس (سياسي)
جون برايس (بالإنجليزية: John Price)‏ هو سياسي أسترالي، ولد في 14 مايو 1939. حزبياً، نشط في حزب العمال الأسترالي. وقد انتخب عضو الجمعية التشريعية نيو ساوث ويلز عن دائرة Electoral district of Maitland ‏ (27 مارس 1999 – 2 مارس 2007) وانتخب عضو الجمعية التشريعية نيو ساوث ويلز عن دائرة Electoral district of Waratah (New South Wales) ‏ (24 مارس 1984 – 5 مارس 1999).